# Поплар Хилс (Кентаки)
Поплар Хилс (енгл. Poplar Hills) град је у америчкој савезној држави Кентаки.

## Демографија
По попису из 2010. године број становника је 362, што је 34 (-8,6%) становника мање него 2000. године.
| Група             | 2000.       | 2010.       |
| Белци             | 157 (39,6%) | 42 (11,6%)  |
| Афроамериканци    | 219 (55,3%) | 216 (59,7%) |
| Азијати           | 3 (0,8%)    | 4 (1,1%)    |
| Хиспаноамериканци | 9 (2,3%)    | 101 (27,9%) |
| Укупно            | 396         | 362         |